# Danemark au Concours Eurovision de la chanson 2021
Le Danemark est l'un des trente-neuf pays participants du Concours Eurovision de la chanson 2021, qui se déroule à Rotterdam aux Pays-Bas. Le pays est représenté par le duo Fyr & Flamme et leur chanson  Øve os på hinanden, sélectionnés lors du Dansk Melodi Grand Prix 2021. Le pays se classe 11e avec 89 points en demi-finale, ne parvenant pas à se qualifier pour la finale.

## Sélection
Le diffuseur danois DR confirme sa participation le 3 avril 2020, reconduisant dès lors le Dansk Melodi Grand Prix pour l'année 2021 et confirmant également que le duo Ben & Tan n'est pas automatiquement reconduit après l'annulation de l'Eurovision 2020.
L'émission a lieu le 6 mars 2021. Dix artistes y participent. Dans un premier temps, trois artistes se qualifient pour la superfinale, puis finalement, le vainqueur est désigné parmi ces trois artistes. Seul le télévote danois compte durant la soirée.
- Qualifiés

| Finale – 6 mars 2021 | Finale – 6 mars 2021         | Finale – 6 mars 2021  |
| Ordre                | Artiste                      | Chanson               |
| -------------------- | ---------------------------- | --------------------- |
| 1                    | Chief 1 & Thomas Buttenschøn | Højt over skyerne     |
| 2                    | Nanna Olivia                 | Hvileløse hjerter     |
| 3                    | The Cosmic Twins             | Silver Bullet         |
| 4                    | Claudia Campagnol            | Abracadabra           |
| 5                    | Mike Tramp                   | Everything Is Alright |
| 6                    | Fyr & Flamme                 | Øve os på hinanden    |
| 7                    | Emma Nicoline                | Står lige her         |
| 8                    | Jean Michel                  | Beautiful             |

- Vainqueur

| Superfinale – 6 mars 2021 | Superfinale – 6 mars 2021    | Superfinale – 6 mars 2021 | Superfinale – 6 mars 2021 | Superfinale – 6 mars 2021 |
| Ordre                     | Artiste                      | Chanson                   | Télévote                  | Place                     |
| ------------------------- | ---------------------------- | ------------------------- | ------------------------- | ------------------------- |
| 1                         | Fyr & Flamme                 | Øve os på hinanden        | 37%                       | 1                         |
| 2                         | Chief 1 & Thomas Buttenschøn | Højt over skyerne         | 29%                       | 3                         |
| 3                         | Jean Michel                  | Beautiful                 | 34%                       | 2                         |

Cette édition du Dansk Melodi Grand Prix s'achève donc sur une victoire du duo Fyr & Flamme, qui représenteront le Danemark au Concours Eurovision de la chanson 2021 à Rotterdam. C'est la première fois depuis 1997 que le Danemark envoie au Concours une chanson exclusivement en danois.

## À l'Eurovision
Le Danemark participe à la deuxième demi-finale du 20 mai 2021. Y recevant 89 points, le pays se classe 11e et ne parvient pas à se qualifier en finale.